# Rosina
Rosina – wieś (obec) na Słowacji położona w kraju żylińskim, w okręgu Żylina. Pierwsze wzmianki o miejscowości pochodzą z roku 1341. Miejscowość znajduje się nad potokiem Rosinka w Kotlinie Żylińskiej.
Według danych z dnia 31 grudnia 2010, wieś zamieszkiwało 3026 osób, w tym 1543 kobiety i 1483 mężczyzn.
W 2001 roku rozkład populacji względem narodowości i przynależności etnicznej wyglądał następująco:
- Słowacy – 99,03%
- Czesi – 0,43%
- Polacy – 0,04%
- Ukraińcy – 0,07%
- Węgrzy – 0,04%

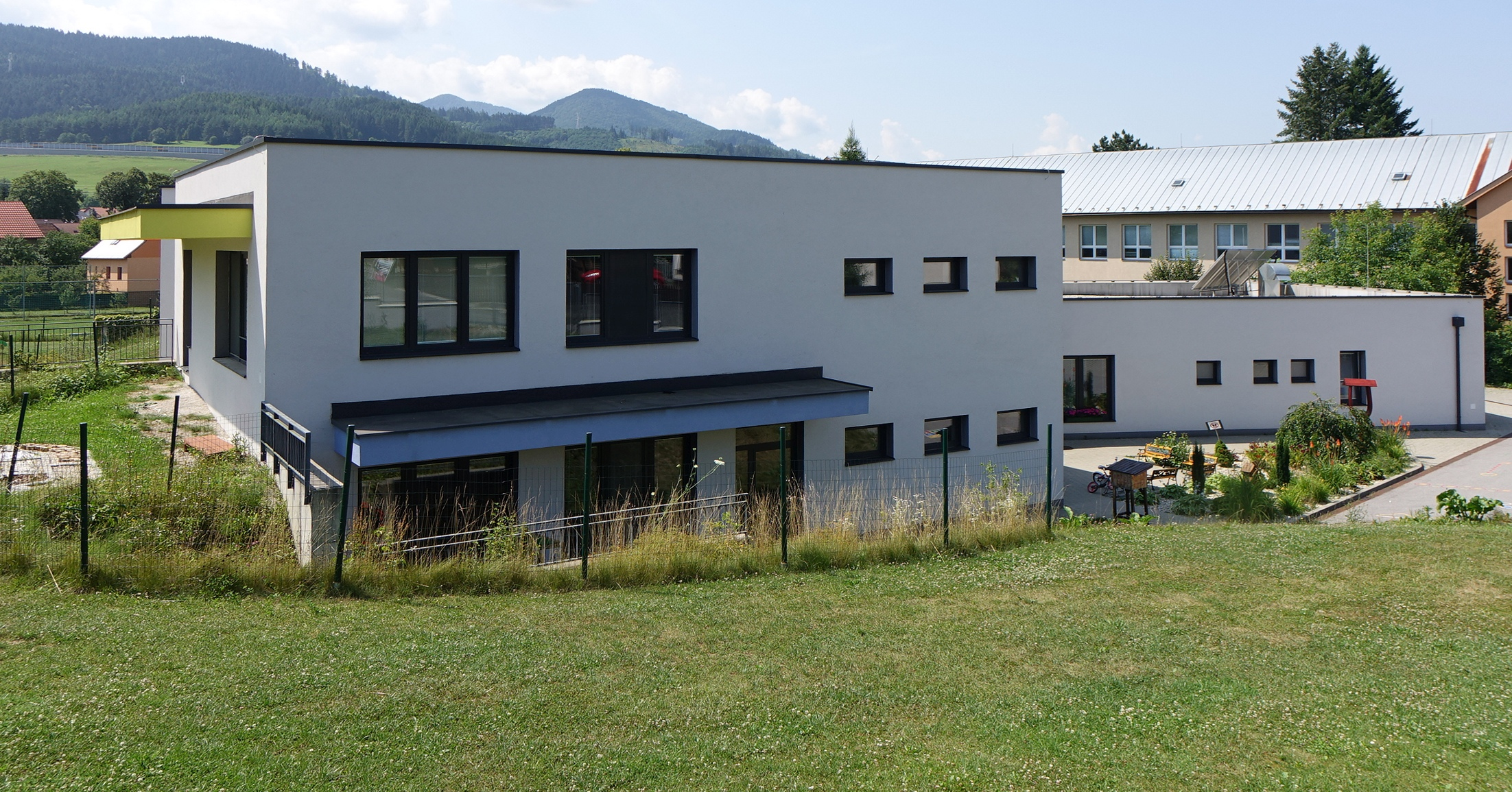
Szkoła
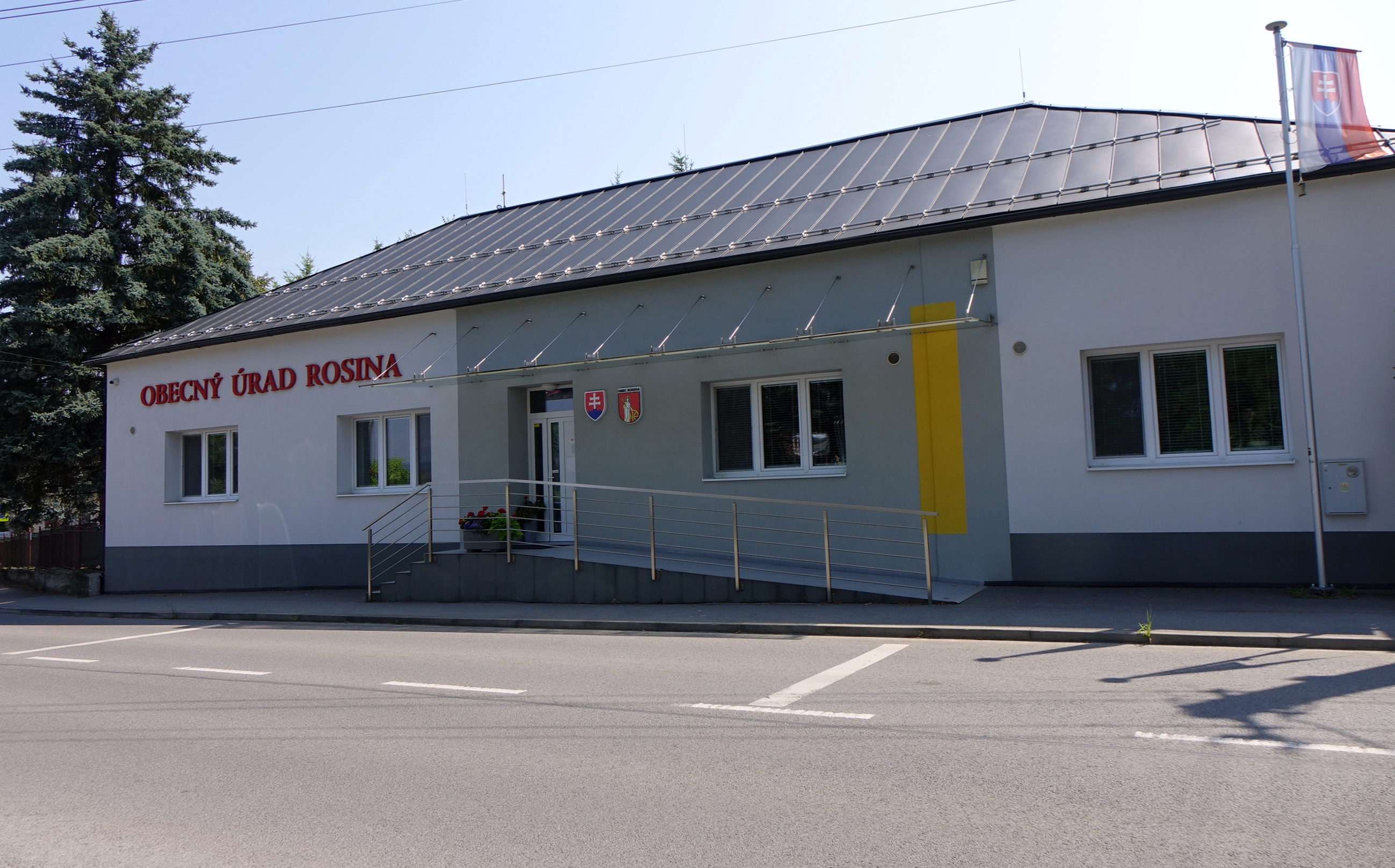
Urząd gminy
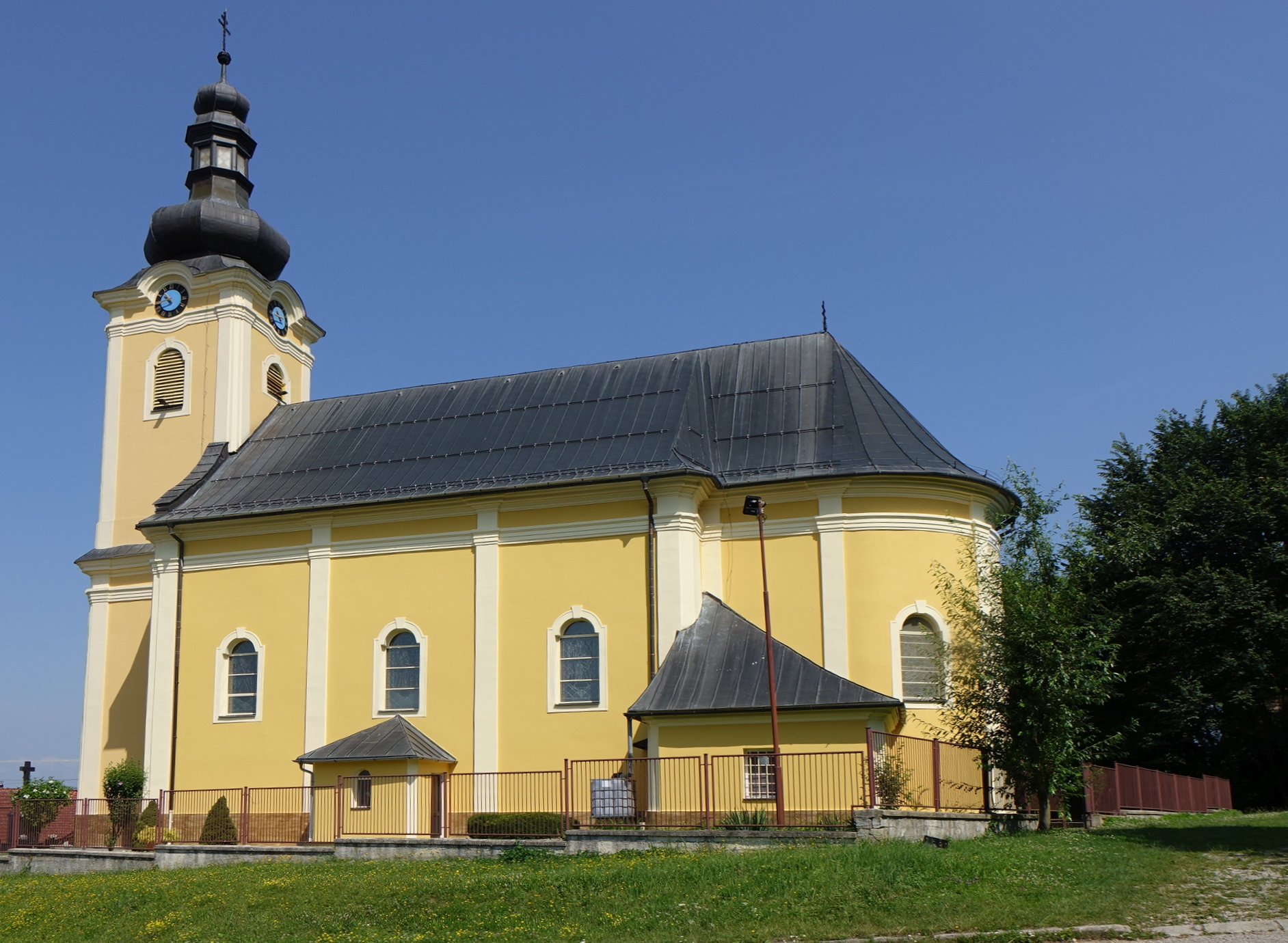
Kościół
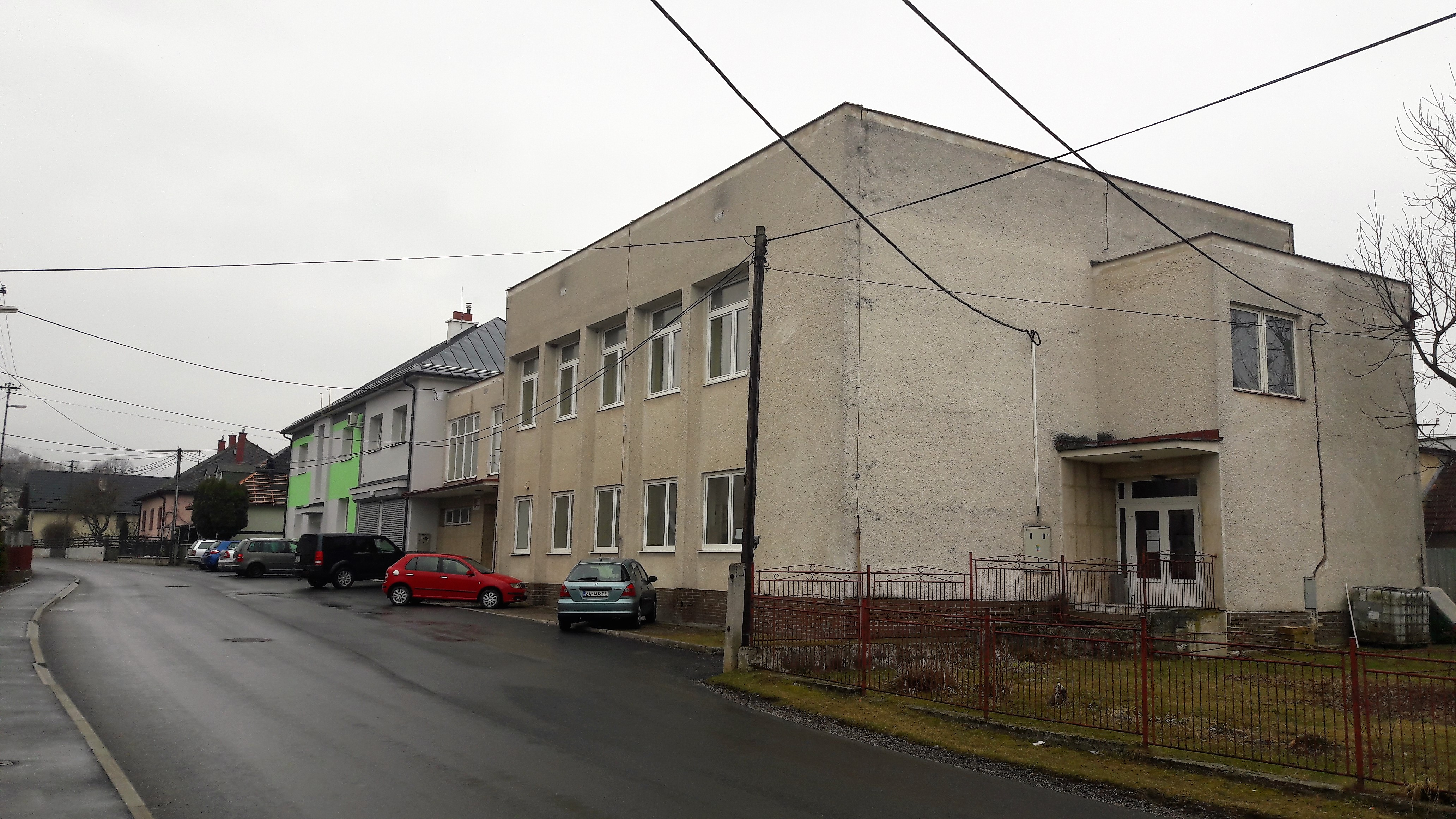
Fragment miejscowości